# La Chaise (poltrona)
La Chaise è una poltrona progettata per un concorso al MoMa di New York nel 1948 dai designer  Charles e Ray Eames ispirata alla scultura Floating Figure di Gaston Lachaise. Prodotta e veduta a partire dal 1991 dall'azienda Vitra, la poltrona è tuttora un'icona del design organico.. 

## Storia
Charles e Ray Eames nel 1948 formarono un team di design e tecnologia con la UCLA School of Engineering, per partecipare alla “International Competition for Low-Cost Design” del Museum of Modern Art di New York, con la lounge chair. La competizione venne pensata in risposta al bisogno percepito del dopoguerra di mobilio poco costoso e ben progettato per la famiglia media. Oltre ai prototipi in alluminio e acciaio stampato, per sottolineare la convenienza del loro progetto, portarono anche una ripartizione completa dei costi di fabbrica e dell'utile previsto dal produttore.
I progettisti descrissero due dei loro prototipi di sedie dicendo: "La forma di questa sedia non pretende di anticipare chiaramente la varietà di bisogni che deve soddisfare. Questi bisogni sono ancora indefiniti e la soluzione del modulo è in larga misura intuitiva". La giuria, presieduta dal magnate dei grandi magazzini Edgar J. Kaufmann e che annoverava tra i componenti anche il famoso architetto europeo Ludwig Mies van der Rohe, assegnò al gruppo Eames il secondo premio condiviso nella categoria "seating units" del concorso .
Charles e Ray Eames nel 1950 avrebbero dovuto esporre i prototipi alla mostra "Prize Designs for Modern Furniture", ma la produzione in alluminio e acciaio della sedia si rivelò più complicata e costosa del previsto, in quanto si voleva utilizzare un adattamento delle tecniche applicate nell'industria automobilistica. Le tre sezioni delle sedie dovevano essere stampate in lamiera, ma le presse idrauliche necessarie erano raramente disponibili. Si creò così un macchinario che simulava lo stesso funzionamento all'interno dell'Eames Office. Sebbene l'apparato avesse la tendenza a rompersi dopo alcune applicazioni, l'ufficio riuscì a completare tre sedie stampate in metallo per l'esposizione alla prossima mostra del MOMA.
Il processo fu arduo e Charles iniziò a prendere in considerazione altri materiali che sarebbero stati più efficienti. Nel 1949 l'Eames Office contattò Zenith Plastics (diventato poi Century Plastics) con cui svilupparono la tecnologia per una poltrona monopezzo, la quale confluiva in una singola curva di fibra di vetro a vista. Fu prodotto a mano un prototipo in scala reale per essere mostrato insieme agli altri prototipi del gruppo Eames alla mostra MOMA dei vincitori del 1950.  

## Descrizione

### Caratteristiche tecniche
La poltrona La Chaise attualmente in produzione è costituita da una scocca di poliuretano laccato che forma la seduta. Il poliuretano è un materiale durevole e tenace che fa parte dei materiali termoplastici, ovvero quei tipi di plastica che diventano morbidi e flessibili quando sottoposti a calore e si induriscono quando raffreddati. La struttura delle gambe è formata da tubolari in acciaio cromato, questi sono fissati alla base in legno di rovere .

### Caratteristiche formali
| It's the vectorial image of La Chaise by Eames with the dimensions of the chair. |         |
| Lunghezza                                                                        | 1500 mm |
| Altezza                                                                          | 870 mm  |
| Lunghezza (base)                                                                 | 900 mm  |
| Profondità                                                                       | 850 mm  |

## Componente figurativa e plastica
La seduta fa riferimento alla scultura Floating Figure di Gaston Lachaise, richiama quindi la voluttuosità e le curve morbide dell'opera d'arte stessa. Il colore bianco, l'uso della fibra di vetro e le linee pulite ed eleganti le conferiscono un carattere scultoreo e iconico. 
Nel concetto di fattitività rientra quello del saper fare, che non è solo quello connesso alle competenze dell'utente, ma è anche insito nell'oggetto, il quale può produrre un saper fare nell'utilizzatore o possedere direttamente questa competenza che gli fa compiere l'azione (dimensione fattitiva) o mettendole direttamente in atto (oggetti performativi). La fattitività quindi è la capacità potenziale degli oggetti di comunicare la propria modalità d'uso provocando delle azioni effettive. L'oggetto quindi possiede una competenza pragmatica virtuale che attiva le competenze del soggetto utilizzatore per interpretarne l'uso. 

## Interazione con l'utente
Il sedile grazie alla sua forma, permette all'utente di sedersi in svariate posizioni di modo che la seduta funga sia da chaise longue che da armchair, anche permettendo la seduta di due soggetti contemporaneamente  dunque si potrebbe trattare di oggetto che Michela Deni considererebbe fattitivo in quanto esso arricchisce l'utente sul piano del fare e le sue caratteristiche morfologiche inducono l'utente a capire come utilizzarlo.

## Grado di codifica

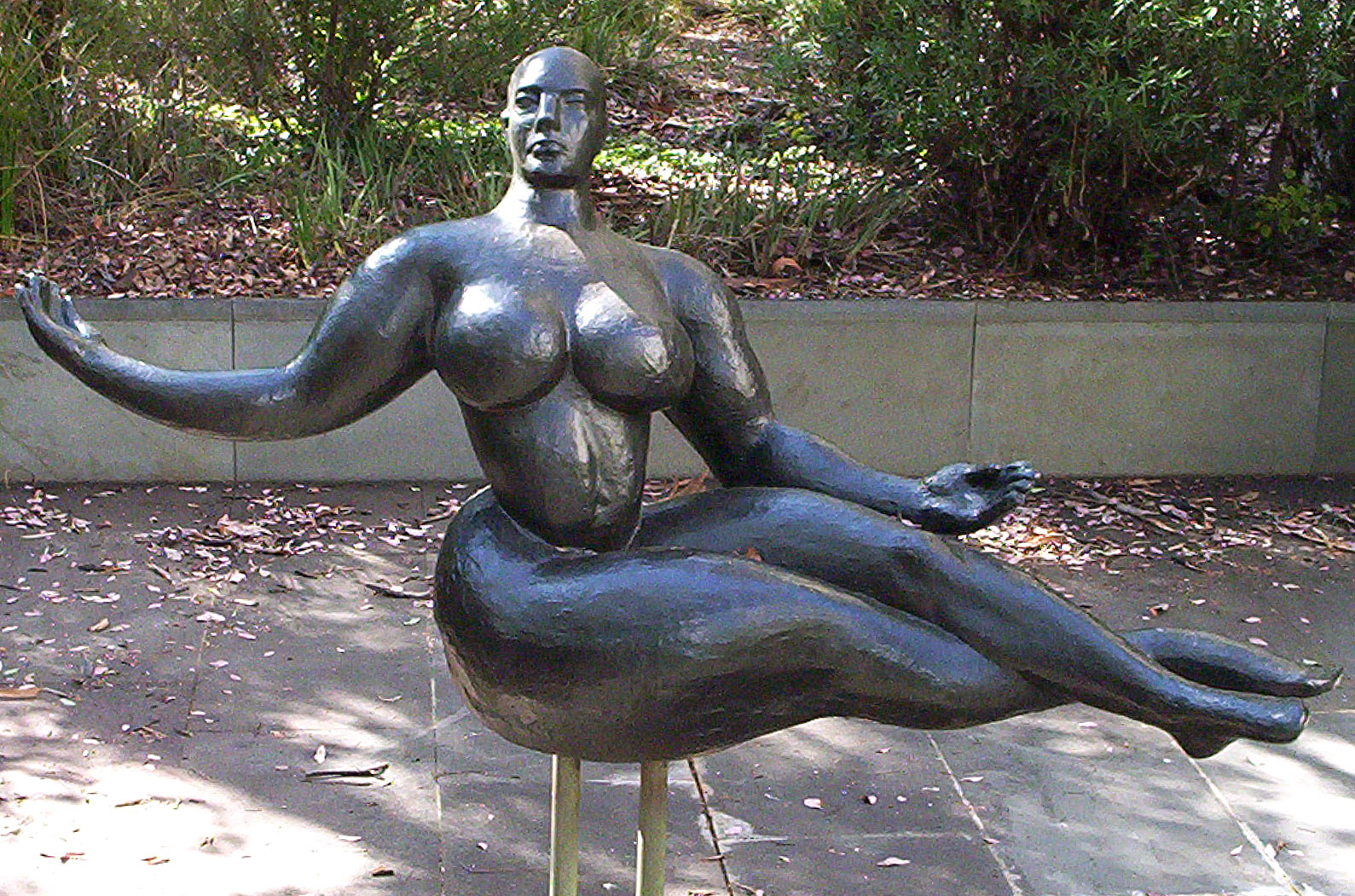
Gaston Lachaise "Floating figure"

La sedia La Chaise, come si può intendere dal nome, è stata disegnata a partire dalla sintesi creativa di un codice già esistente, in quanto la seduta è ispirata alla scultura "Floating figure" di Gaston Lachaise ed è l'evoluzione della scocca della serie di sedie "Organic", progettata con Eero Saarinen per la competizione "Organic Design in Home Furnishings" del MOMA del 1940.
I due designer fanno convergere all'interno della seduta altri elementi già codificati provenienti da campi molto lontani, in quanto la struttura reggente richiama il bilancino e i fili usati dai burattinai per muovere le marionette mentre la forma e il colore della scocca, che funge da seduta, ricordano un colombo.

## Valorizzazione
Sulla base delle caratteristiche figurative, tecniche e sull'intento progettuale, si può dire che i designer  Charles e Ray Eames abbiano compiuto inizialmente un lavoro di valorizzazione che il semiologo Jean-Marie Floch  definisce critica: la seduta doveva rispondere al tema del contest indetto dal MOMA “International Competition for Low-Cost Design”, per il quale hanno progettato questa sedia, che richiedeva l'ideazione di mobili a basso costo e ben progettati per la famiglia media del dopoguerra. Viene incluso anche un lavoro che si concentrava sui valori estetici in quanto la seduta è ispirata alla scultura "Floating figure" di Gaston Lachaise. Rendendosi conto che la produzione della sedia era piuttosto complicata e dispendiosa, i progettisti hanno rivalutato i materiali utilizzati, prediligendo la fibra di vetro, alzando così notevolmente il prezzo di vendita al quale la sedia iniziò ad essere venduta dal 1991 in poi dall'azienda Vitra, perdendo così i requisiti di "low cost" del contest per il quale fu progettata. 
I valori estetici che richiamano la scultura apportano un'aggiunta alla consueta funzionalità di una sedia in quanto si permettono diverse modalità di seduta. La sua iconicità fa sì che possieda anche dei valori esistenziali, poiché il suo possessore si riconosce in un intenditore di capolavori della storia del design.